# 金春安明
金春 安明（こんぱる やすあき、1952年（昭和27年）5月29日 - ）は、シテ方金春流能楽師。シテ方金春流八十世宗家。先代。

## 経歴
奈良県奈良市で七十九世金春信高の長男として生まれる。父に師事。1956年に父、金春信高とともに一家で東京に転居。1959年、興福寺薪能『海人』子方で初舞台。1961年『猩々』で初シテ。1975年、学習院大学文学部国文学科卒業。2006年6月、金春流80世宗家を継承。2022年、旭日双光章受章 。

### 主な演能実績
- 1959年：7歳、興福寺薪能にて『海人』（あま）子方で初舞台。
- 1961年：9歳、『猩々』（しょうじょう）で初シテ。
- 1974年 4月：『道成寺』(どうじょうじ）
- 2003年10月：『卒都婆小町』(そとばこまち)
- その他：『伯母捨(おばすて) 古式』、『関寺小町(せきでらこまち) 古式』

## 業績

### 豊公能『この花』の発見
2000年（平成12年）、幻の豊公能『この花』を発見・公表。
豊公能は秀吉が自己の事績をもとに作らせた能で、2000年当時では五曲のみが知らていた。江戸時代以前の書物では数としては十曲あることがわかっていたものの、曲目自体が分かっていたのは、現存する五曲の他には、一曲『この花』という曲があるというのみで、他の四曲は曲名すらわからない、幻の曲であった。『この花』についても、曲名と作詞が大村由己であるということが研究者により発表されていたのみで、400年ほど上演されておらず、どのような曲であるかすら知られていなかった。父である金春信高の自宅書庫でいつものように古文書の研究をしていた際、もともと書庫にあった金春安照作曲の謡本が、あの第六の幻の豊公能『この花』であることに気づき、謡本を公開した。

### 能『橘』の復曲・上演
2004年（平成16年）、豊臣秀吉七回忌400周年として、能『橘』を復曲・上演した。豊臣秀吉七回忌には大和猿楽四座が一曲ずつ古い能に手を加え、改作能を上演したが、金春大夫は巴園（はえん）という古い能を改作し、『橘』という曲として上演した。『橘』の謡本・型附は知られていたものの、江戸時代には上演されておらず、近年も上演されていなかった。

## 著書
・『金春の能〈上〉中世を汲む』（金春円満井会、2017年、ISBN 978-4-8800-8468-8）
・『金春の能〈中〉近世を潤す』（金春円満井会、2023年発刊予定）

## 栄典
- 2022年（令和4年）11月 旭日双光章

## 役職等
金春円満井会顧問、能楽協会会員、日本能楽会理事、重要無形文化財「能楽」保持者（総合認定）。

## 家族
祖父：金春八条、父：金春信高、長男：金春憲和、次男：金春政和、叔父：金春欣三。